# Бауман, Оливер
О́ливер Ба́уман (нем. Oliver Baumann; 2 июня 1990, Брайзах-на-Рейне, ФРГ) — немецкий футболист, вратарь и капитан клуба «Хоффенхайм». Выступает за сборную Германии.

## Клубная карьера
Оливер начал свою карьеру в юношеской команде «Бад Кроцинген». В 2002 году присоединился к «Фрайбургу». В составе молодёжной команды «Фрайбурга» Бауман стал чемпионом Германии 2007/08, а на следующий сезон выиграл молодёжный кубок Германии.
8 августа 2009 года Оливер дебютировал за вторую команду фрайбуржцев в матче против «Штутгартер Кикерс», выступавшую в Региональной лиге «Юг». Бауман удачно провёл встречи, не пропустив ни одного мяча. В сезоне 2009/10 голкипер сыграл ещё в 19 матчах, пропустил 25 мячей.
8 мая 2010 года Оливер дебютировал в Бундеслиге в матче последнего тура против дортмундской «Боруссии». Несмотря на один пропущенный Бауманом мяч, «Фрайбург» одержал победу 3:1.
В сезоне 2010/11 Оливер стал основным голкипером «Фрайбурга», проведя 30 матчей в Бундеслиге, из которых 8 «на ноль», пропустил 42 мяча. В матче 18-го тура против «Санкт-Паули» Бауман сделал голевую передачу Паписсу Сиссе, позволившую сравнять счёт в матче. 10 июня 2010 года голкипер продлил свой контракт с «Фрайбургом» до 2014 года. За следующие два сезона Оливер провёл 67 игр в Бундеслиге, в 22 из которых сумел сохранить свои ворота в неприкосновенности. Летом 2011 года Бауман продлил свой контракт ещё на 1 год, до лета 2015 года.
19 сентября 2013 года в матче группового этапа Лиги Европы Оливер дебютировал в еврокубках.
27 октября 2013 года в матче против «Гамбурга» «Фрайбург» проиграл со счётом 0:3, а во всех трёх пропущенных мячах был виноват Бауман, совершивший чудовищные ошибки.
14 мая 2014 года Бауман перешёл в «Хоффенхайм», подписав контракт до 2018 года.

## Карьера в сборной
В 2008 году Оливер провёл один матч за юношескую сборную Германии (до 18 лет) против сверстников из Ирландии. Проведя в 2008—2010 годах 7 матчей за сборную до 19 лет и 2 матча за сборную до 20 лет, Оливер с 2010 начал выступать за молодёжную команду.
28 мая 2013 года было объявлено, что Бауман включён в состав молодёжной сборной для участия в молодёжном чемпионате Европы 2013 в Израиле. На турнире Оливер провёл только один матч третьего тура группового этапа против сборной России. Несмотря на победу 2:1, немцы выбыли из борьбы за чемпионство.